# Gates megye
Gates megye az Amerikai Egyesült Államokban, azon belül Észak-Karolina államban található. Megyeszékhelye és legnagyobb városa Gatesville. Lakosainak száma 10 478 fő (2020. április 1.). Gates megye Suffolk, Camden, Pasquotank, Perquimans, Chowan, Southampton és Hertford megyékkel határos.

## Népesség
A megye népességének változása:
| Lakosok száma | 12 163 | 12 064 | 11 894 | 11 650 | 11 431 | 10 478 |
|               | 2010   | 2011   | 2012   | 2013   | 2015   | 2020   |